# Празо
Празо (итал. Praso) — коммуна в Италии, располагается в провинции Тренто области Трентино-Альто-Адидже.
Население составляет 352 человека (2008 г.), плотность населения составляет 36 чел./км². Занимает площадь 10 км². Почтовый индекс — 38080. Телефонный код — 0465.
Покровителем коммуны почитается святой апостол Пётр, празднование 29 июня. 

## Демография
Динамика населения:

## Администрация коммуны
- Официальный сайт: https://web.archive.org/web/20060609025758/http://www.comune.praso.tn.it/